# Steytlerville
Steytlerville is een plaats in de Zuid-Afrikaanse provincie Oost-Kaap. Het dorp werd op 10 juni 1876 gesticht. 
Steytlerville telt ongeveer 1800 inwoners. Het is genoemd naar Abraham Isaac Steytler, een leraar van de Nederduitse Gereformeerde Kerk.
In de regio worden voornamelijk schapen en geiten gehouden voor de merino- en mohairwol.

## Subplaatsen
Het nationaal instituut voor de statistiek, Stats SA, deelt sinds de census 2011 deze hoofdplaats in in zogenaamde subplaatsen (sub place), c.q. slechts één subplaats:
Steytlerville SP.